# Baños de Llifén
Los baños de Llifén  o baños de Ranco son manantiales termales ubicados en la Región de Los Ríos, en las orillas del río Calcurrupe, y que son utilizados para fines medicinales y turísticos.

## Historia
Francisco Solano Asta-Buruaga y Cienfuegos escribe sobre el lugar en su Diccionario Geográfico de la República de Chile de 1899:
Llefén.-—Véase Calcurupu. Dicen también Lifén, nombres que vienen de lyvn, arder, encenderse el fuego.
Luis Risopatrón lo describe en su Diccionario Jeográfico de Chile de 1924:: 492 
Llifén (Baños de) 40° 12' 72° 13'. Son de agua incolora, algo desabrida, con 17, 5° C de temperatura, olor a hidrójeno sulfurado, tienen propiedades medicinales i dan 2,5 a 3 litros por segundo; fueron descubiertos en 1865, a 125 m de altitud, en la márjen N del rio Calcurrupe, no lejos de la ribera E del lago de Ranco. 61, XLII, p. 685; 73, p. 29, 30 i 32; 134; i 156; de Ranco en 63, p. 475; i 85, p. 174; i termas Baños de Ranco en 68, p. 37.